# Chiesa cattolica in Israele
La Chiesa cattolica in Israele è parte della Chiesa cattolica in comunione con il vescovo di Roma, il papa.

## Storia
Terra di origine di Gesù, la Terra santa fu il primo luogo in cui si sviluppò il cristianesimo.

## Situazione

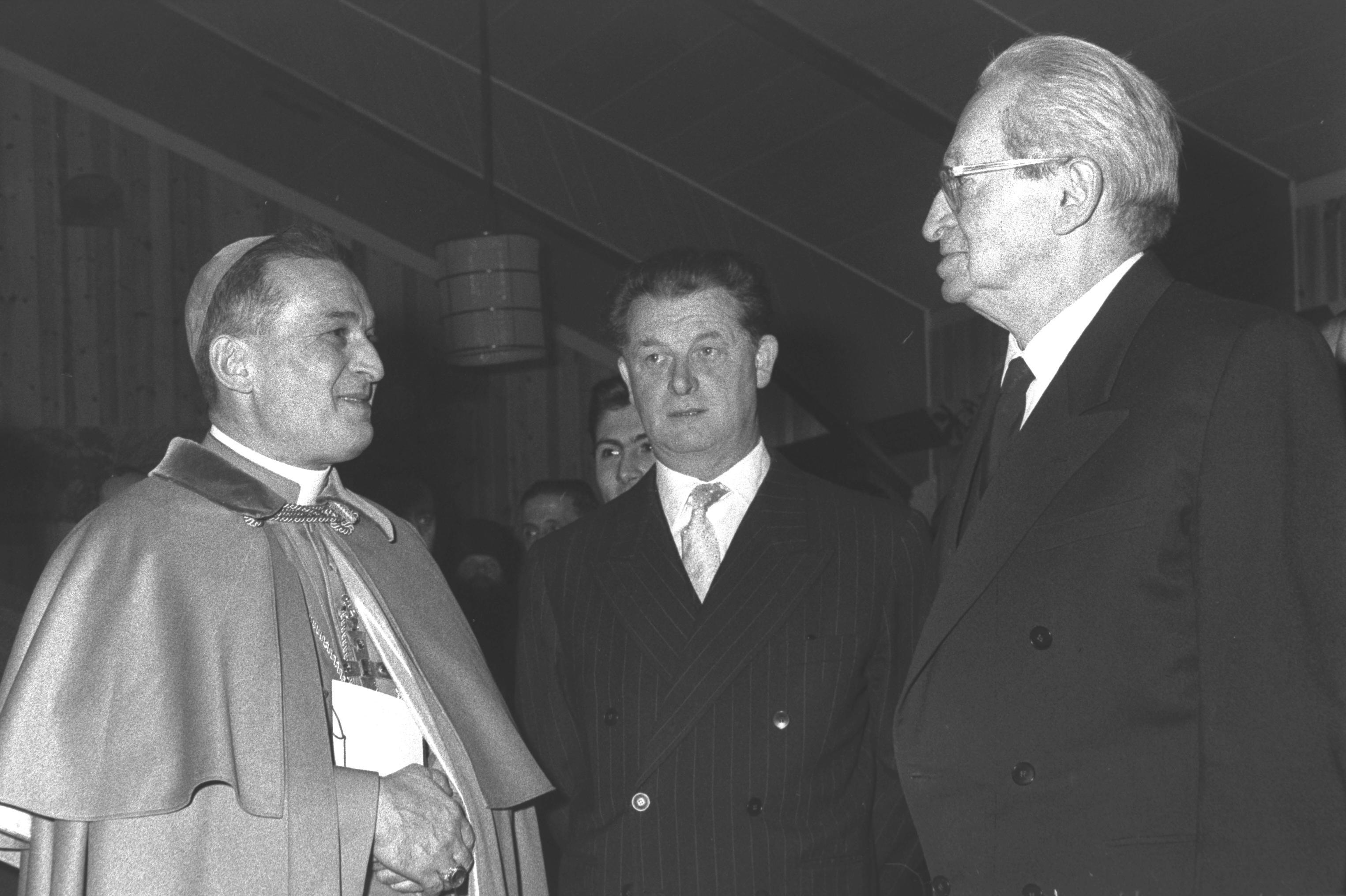
Il vescovo ausiliare di Gerusalemme dei Latini e vicario patriarcale per Israele, Pier Giorgio Chiappero, e il presidente di Israele Yitzhak Ben-Zvi, nel 1959.

Nello Stato di Israele i cattolici sono circa 140.000, pari al 2 % della popolazione. La Chiesa di rito latino è guidata dal patriarca di Gerusalemme dei Latini.
Secondo le cifre fornite dal Ministero degli Interni, le due principali comunità sono i greco-cattolici (115.000) e i fedeli di rito latino (20.000). Esiste anche una comunità di cristiani maroniti. Inoltre vi è una piccola comunità di cattolici di lingua ebraica e russa.
Le zone a maggiore presenza di cristiani in Israele sono la Galilea, dove si concentrano 90 000 persone, il distretto di Haifa (22.000) e Gerusalemme (16.000).

## Organizzazione ecclesiastica

### Diocesi
- Chiesa di rito latino
  - Patriarcato latino di Gerusalemme
- Chiesa maronita
  - Arcieparchia di Haifa e Terra Santa
- Chiesa melchita
  - Arcieparchia di Gerusalemme dei melchiti[2]
  - Arcieparchia di Akka (Akka, Tolemaide)

### Esarcati patriarcali
- Chiesa armeno-cattolica
  - Esarcato patriarcale di Gerusalemme e Amman
- Chiesa cattolica sira
  - Esarcato patriarcale di Gerusalemme

### Ordini religiosi
- Custodia di Terra Santa
- Ordine equestre del Santo Sepolcro di Gerusalemme

## Nunziatura apostolica
L'11 febbraio 1948, con il breve Supremi Pastoris, papa Pio XII eresse la delegazione apostolica di Palestina, Transgiordania e Cipro.
A seguito dell'accordo fondamentale del 1993, il 15 giugno 1994 Santa Sede e Stato d'Israele hanno allacciato relazioni diplomatiche bilaterali. Il nunzio apostolico è anche delegato apostolico a Gerusalemme e Palestina; fino al 2023 era anche nunzio a Cipro. La sede della nunziatura è a Tel Aviv, ma il nunzio risiede a Gerusalemme nella sede della delegazione apostolica di Gerusalemme e Palestina.

### Nunzi apostolici
- Andrea Cordero Lanza di Montezemolo † (28 giugno 1994 - 7 marzo 1998 nominato nunzio apostolico in Italia e San Marino)
- Pietro Sambi † (6 giugno 1998 - 17 dicembre 2005 nominato nunzio apostolico negli Stati Uniti d'America e osservatore permanente della Santa Sede presso l'Organizzazione degli Stati Americani)
- Antonio Franco (21 gennaio 2006 - 2012 ritirato)
- Giuseppe Lazzarotto (18 agosto 2012 - 28 agosto 2017 ritirato)
- Leopoldo Girelli (13 settembre 2017 - 13 marzo 2021 nominato nunzio apostolico in India)
- Adolfo Tito Yllana, dal 3 giugno 2021

## Assemblea degli ordinari
A causa della particolare situazione ecclesiale e politica, non esiste una vera e propria Conferenza episcopale; i vescovi locali fanno parte dell'Assemblea degli ordinari cattolici della Terra Santa (Assemblée des Ordinaires Catholiques de Terre Sainte, AOCTS), che riunisce gli ordinari di rito latino e di rito orientale, anche emeriti, di Israele, Palestina, Giordania e Cipro, e il Custode di Terra Santa. Papa Giovanni Paolo II ne approvò gli statuti nel 1992. In base agli statuti, il presidente di diritto è il patriarca latino di Gerusalemme.
Elenco dei Presidenti dell'Assemblea degli ordinari cattolici della Terra Santa:
- Patriarca Michel Sabbah (1992 - 21 giugno 2008)
- Patriarca Fouad Twal (21 giugno 2008 - 24 giugno 2016)
  - Arcieparca Georges Bacouni (luglio 2016 - 24 novembre 2018) (pro-presidente)
  - Arcieparca Moussa El-Hage (24 novembre 2018 - 24 ottobre 2020) (pro-presidente)
- Cardinale Pierbattista Pizzaballa, dal 24 ottobre 2020

Il patriarca latino in carica e i suoi vicari patriarcali fanno parte anche della Conferenza dei vescovi latini nelle regioni arabe (Conférence des Evêques Latins dans les Régions Arabes, CELRA).